# مارك واشنطن (لاعب كرة قدم كندية)
مارك واشنطن (بالإنجليزية: Mark Washington)‏ هو لاعب كرة قدم كندية أمريكي، ولد في 16 أبريل 1973 في واشنطن العاصمة في الولايات المتحدة.